# Atomizam
U filozofiji prirode, atomizam je teorija prema kojoj su svi objekti u svemiru sastavljeni od veoma malih, nepropadljivih čestica – atoma. Taj pojam potiče od grčke reči ἄτομος (= nedeljiv, koji se ne može razdeliti na manje delove). Utemeljiteljima antičkog atomizma smatraju se grčki filozofi Leukip i Demokrit.
Za filozofski koncept atomizma važna je činjenica da se za čestice, koje su hemičari i fizičari početkom 19. veka smatrali nedeljivim, pa ih stoga, prema dugoj tradiciji, i nazvali „atomima”, u 20. veku utvrdilo da se zapravo sastoje od još manjih elemenata: elektrona, neutrona i protona. Dalji su eksperimenti pokazali da se protoni i neutroni sastoje od još osnovnijih kvarkova, za koje trenutno nema eksperimentalnih dokaza da imaju veličinu ili podstrukturu. Tendencija empirijskog dokazivanja sve manjih podatomskih čestica nameće pitanje o beskonačnoj deljivosti materije. S obzirom na to da nepostojanje dokaza nije isto što i dokaz o nepostojanju, na ovo se pitanje ne može odgovoriti eksperimentalnim putem.
Stoga, što se tiče kvarkova, elektrona i drugih fundamentalnih leptona, ne može se isključiti mogućnost da su i oni sastavljeni od još manjih čestica. Ipak, u međuvremenu, upravo se ove čestice (a ne hemijski atomi) mogu smatrati onim što se tradicionalno naziva nedjeljivim elementima, kojima se tokom istorije bavila atomistička teorija.

## Atomizam u filozofiji
Izvedenice iz reči „atom” mogu se koristiti u dva različita konteksta: u smislu atoma kojima se bave prirodne nauke i u smislu filozofske misli. Pojam „atomizam” tradicionalno je vezan za područje filozofije, odnosno za one filozofske pravce koji su tvrdili da su celi svemir i sve u njemu sastavljeni od sićušnih čestica koje nemaju fizičkih delova, ne mogu se razdeliti i koje su ili zanemarivih dimenzija (tačkasti) ili uopšte nemaju veličinu. Atomi koji, prema ovim teorijama, ipak poseduju makar tu neznatnu veličinu nazivaju se demokritovskim atomima, i to su atomi kojima se bavila antička filozofija. Indijski budistički mislioci, kao što su Dharmakirti i drugi, takođe su doprineli razvoju atomističkih teorija koje se bave trenutnim atomima, koji se na trenutke pojavljuju u egzistenciji i iz nje nestaju. Tradicija atomizma dovela je do stava da postoje samo atomi, a da objekti sastavljeni od delova (ljudska tela, oblaci, planete itd.) ne postoje. O ovoj posledici atomističke teorije raspravljali su atomisti, među ostalima Demokrit, Tomas Hobs, a možda čak i Imanuel Kant (postoji spor oko toga da li je Kant bio atomist ili nije). Takva krajnja posledica atomizma ubraja se u mereološki nihilizam ili metafizički nihilizam. U savremenoj filozofiji ovaj krajnje atomistički stav više nema onoliko pristalica koliko ih je imao ranije, jer mnogi suvremeni filozofi nisu spremni na to da zastupaju stav da postoje samo atomi, a da nema stvari kao što su drveće itd. Atomističke teorije bliske demokritovskoj i epikurovskoj (o tome da atomi učestvuju u strukturi drugih objekata) još su uvek ipak prisutne u suvremenoj filozofiji, na primer u teoriji o jednostavnom.
Ukoliko se, prema atomizmu, sve može razdeliti na najmanje čestice koje se dalje ne mogu deliti, onda se atomizam može po analogiji primeniti i na društvo ili logiku. Stoga se s pojmom „socijalni atomizam” definiše onaj stav koji tvrdi da pravi predmet analize nisu društvene ustanove ili zajedničke vrednosti, već pojedinci, s obzirom na to da sve karakteristike ustanova i vrednosti proizlaze upravo iz pojedinca. Bertrand Rasel je takođe razvio logički atomizam u nastojanju da identifikuje „atome mišljenja”, odnosno delove misli koji se ne mogu razdeliti na manje delove misli.
Osim materije, postavljena su i pitanja o beskonačnoj deljivosti prostora i vremena. U njihovom savremenom opisu, opisanom teorijom skupova, i prostor i vreme su beskonačno deljivi kontinuumi, u smislu što će se između bilo koje dve tačke u prostoru uvek nalaziti još jedna tačka u prostoru. Neki savremeni teorijski fizičari smatraju da čak i prostor i vreme, ili prostor-vreme mogu biti konačni u smislu diskretne matematike (Plankovo vreme i Plankova dužina). Zanimljivo je da je još Zenon iz Eleje tvrdio da bi u slučaju beskonačne deljivosti prostora, kretanje bilo nemoguće (ali samo ako bi se vreme smatralo konačnim).
Novi razvoj antičke zagonetke o deljivosti materije potaknut je otkrićem kvantne fizike. Do tada se nije činila nikakva razlika između deljenja materije i njenog „rezanja” na manje delove, pa se grčka reč ἄτομος često shvatala i u smislu onoga što se ne može podeliti i u smislu onoga što se ne može odrezati. Iako danas znamo da je atom u biti deljiv, nije ga moguće „rezati”: ne postoji takva deljivost prostora čiji bi delovi odgovarali delovima atoma.

## Antički atomizam

### Leukip i Demokrit
U 5. veku i početkom 4. veka p.n.e. Leukip (5. vek p.n.e) i Demokrit iz Abdere (oko 460 - oko 370) su širili mišljenje da se svi fizički objekti sastoje od atoma, a da nasuprot njima postoji prazni prostor, ili ništ(avilo), a da konkretna realizacija svakog pojedinog objekta zavisi od rasporeda atoma i prostora u njemu. Ni atomi, ni praznina nisu nastali: oni su uvek bili, neuništivi su i večni. Verovatno su govorili da postoji i potpuno ništa, ili praznina, kao suprotnost atomima, koja je beskonačna i uslovno omogućuje prostor-vreme u kome se atomi pojavljuju i na različite načine raspoređuju. Različite kombinacije atoma u prostoru čine objekte koji se mogu osetiti, videti, jesti, čuti, mirisati i okusiti u stvarnom svetu. Premda se može oseti toplo i hladno, ove senzacije zapravo ne postoje u smislu nezavisnog postojanja: to su jednostavno osećaji koje kod čoveka bude različiti rasporedi atoma u praznini koji čine objekt koji se percipira kao „hladan” ili „topao”. Demokritovo učenje dalje je razvio Epikur sa Samosa (око 340-270). Teorije atomista o svetu koji je sačinjen od atoma i ništavila, koji se kreću po njihovim zakonima, izložio je rimski pesnik Lukrecije u epu O prirodi (De rerum natura).
Antičkim materijalističkim atomistima blizak je stav da su ljudi stvorili bogove, a ne obratno. Sekst Empirik kaže: „Neki misle da smo na ideju o bogovima došli zbog izuzetnih pojava koje se događaju u svetu. Demokrit kaže da su ljudi u davno doba bili uplašeni događajima na nebu, kao što su gromovi i munje te su mislili da njih uzrokuju bogovi”. Prema Demokritu, sve što se događa u svetu čisto je mehaničke prirode i uzrokovano je kretanjem, sastavljanjem i rastavljanjem atoma u praznom prostoru. Do kretanja atoma dolazi deterministički („po nuždi”): atomi se spajaju i rastavljaju u skladu s njihovom vlastitom „prirodom”.

### Atomi i geometrija
Platon je izneo prigovore mehanicističkoj nesvrsishodnosti Demokritovog atomizma. On je smatrao da samo spajanje atoma ne bi moglo da rezultira ljepotom i oblikovanjem struktura koje nas okružuju. U Timaju (28b - 29a) Platon kaže da svemir nije večan, već da je nastao, premda ga je  stvoritelj (demijurg) oblikovao prema večnom i nepromenljivom uzoru. Jedan deo tog nastanka činili su atomi vatre, vazduha, vode i zemlje. Platon, međutim, nije smatrao atome najelementarnijim stupnjem stvarnosti (pranačelima), već matematičkim načelima. Atomi su za Platona bili geometrijska tela, čije su strane pak sačinjene od trouglova. Svaka kvadratna strana kocke sastavljena je od četiri trougla, a svaka trouglasta strana tetraedra, oktaedra i ikosaedra sastavljena je od šest trouglova.
Platon je odredio i geometrijsku strukturu atoma četiri osnovna elementa, kako je prikazano na slici desno. Kocka, sa svojom ravnom bazom i stabilnošću, pripisana je zemlji; tetraedar je pripisan vatri zbog toga što ga njegovi šiljasti vrhovi i oštri rubovi čine pokretljivim. Vrhovi i rubovi oktaedra i ikosaedra bili su više tupi, te stoga su stoga ova manje pokretljiva tela pripisana vazduhu, odnosno vodi. Pošto se atomi mogu rastaviti na trouglove, a trouglovi ponovo sastaviti u atome drugih elemenata, ovaj Platonov model ponudio je verovatno objašnjenje za promenjivost osnovnih elemenata.

### Pobijanje ideje atoma
Aristotel je tvrdio da elementi vatre, vazduha, zemlje i vode nisu sačinjeni od atoma, već da su u strukturalnom kontinuitetu. On je smatrao da je postojanje praznine, koja je neophodna za postojanje atomističkih teorija, suprotno principima fizike. Po njegovim tezama, do promene dolazi ne zbog sastavljanja i rastavljanja atoma, već transformacijom materije kao pasivnog principa, kao potencijala (δύναμις) u konkretnu pojedinačnu stvar, u njenu aktualizaciju (ἐντελέχεια). Prema ovoj teoriji, koja se naziva hilomorfizmom, komad vlažne gline pretvara svoj potencijal u aktualizaciju kada na nju deluje lončar, on tada postaje vrč. Aristotel je često bio kritikovan zbog odbacivanja atomizma, ali treba imati na umu da su atomističke teorije Demokrita, Platona i drugih u antičkoj Grčkoj ostale na nivou čiste spekulacije, koje se nisu mogle ni potvrditi ni opovrgnuti empirijskim postupkom.

### Atomi i etika
Epikur (341-270 pne) je filozof koji nastavio da razvija Demokritov atomizam. Iako je bio uveren u postojanje atoma i praznog prostora, on nije bio potpuno siguran da se ovom teorijom može adekvatno objasniti pojedinačne prirodne pojave kao što su potres, munja, komete, Mesečeve mene itd. Od Epikurovih dela sačuvani su samo fragmenti, a oni ukazuju na njegovo nastojanje da se atomistička teorija primeni na etiku, u tom smislu da se ljudi podstaknu na preuzimanje odgovornosti za sebe same i za svoju vlastitu sreću, s obzirom da ne postoje bogovi i druga natprirodna bića koji bi im mogli pomoći. Odbacujući besmrtnost, Epikur se nadao da će čoveka osloboditi straha od smrti, jer zašto bi se čovek bojao smrti kad je ona samo rastavljanje atoma, nakon čega nestaje svaka svest i osećaj, kad nema nikakvog strašnog suda i kad nikakva kazna ne čeka čoveka na drugom svetu. „Smrt nas se ništa ne tiče, jer ono što se raspalo, ne oseća, a ono što ne oseća, ne tiče nas se.” ( X, 139). Oko trista godina kasnije Lukrecije će u svojoj epskoj pesmi O prirodi prikazati Epikura kao junaka koji je slomio strašnu religiju poučavajući ljude atomima, o tome šta je s obzirom na postojanje atoma moguće, a šta nije.

## Atomizam u islamu
Atomističke filozofske teorije mogu se naći u najranijem razdoblju islama, a predstavljaju sintezu grčkih i indijskih ideja. Kao i grčke i indijske inačice, islamski je atomizam u sebi imao potencijal za sukob s prevladavajućim vjerskim dogmama. Pokazao se, međutim, kao plodna i i prilagodljiva ideja, te je, slično kao i u Grčkoj i Indiji, prosperirao u nekim školama islamske misli.
Najuspješniji oblik islamskog atomizma se može naći u ašaritskoj školi filozofije, najviše u djelima filozofa Al Gazalija (1058.-1111). U ašaritskom atomizmu, atomi su jedine stalne, materijalne čestice koje postoje, a sve ostalo u svijetu je "slučajno" što znači da traje u samo jednom trenutku. Ništa slučajno ne može biti izvor svega ostalog, osim opažanja, jer traje na trenutak. Naknadni događaji nisu predmet prirodnih fizičkih uzroka, već su izravan rezultat stalnog Božjeg upliva, bez čega se ništa ne može dogoditi. Tako je priroda u potpunosti ovisna o Bogu, što je povezano s drugim ašaritskim idejama o uzroku, odnosno nedostatku uzroka (Gardet 2001).
Druge su islamske tradicije odbacile atomizam ašarita, te se nadovezale na mnoge grčke tekstove, pogotovo one vezane uz Aristotela. Aktivna škola filozofa u Španjolskoj, uključujući poznatog komentatora Averroesa (1126.-1198) eksplicitno je odbacila misli Al Gazalija i okrenula se prema proučavanju Aristotelove misli. Averroes je detaljno komentirao Aristotelova djela, a njegovi su komentari dosta utjecali na naknadna tumačenja Aristotela u židovskoj i hršćanskoj skolastičkoj misli.

## Literatura
- Clericuzio, Antonio (2000). Elements, Principles, and Corpuscles; a study of atomism and chemistry in the seventeenth century..  Dordrecht; Boston: Kluwer Academic Publishers,
- Cornford, Francis MacDonald. Plato's Cosmology: The Timaeus of Plato.  New York: Liberal Arts Press, 1957.
- Dijksterhuis, E. (1969). The Mechanization of the World Picture. Trans. by C. Dikshoorn.  New York: Oxford University Press. ISBN 0-691-02396-4.
- Firth, Raymond (1996). Religion: A Humanist Interpretation. Routledge. ISBN 0-415-12897-8.
- Gangopadhyaya, Mrinalkanti (1981). Indian Atomism: history and sources. Atlantic Highlands, New Jersey: Humanities Press. ISBN 0-391-02177-X.
- Gardet, L.  "djuz'" in Encyclopaedia of Islam CD-ROM Edition, v. 1.1.  Leiden: Brill, 2001.
- Gregory, Joshua C (1981). A Short History of Atomism. London: A.. and C. Black, Ltd,
- Kargon, Robert Hugh (1966). Atomism in England from Hariot to Newton. Oxford: Clarendon Press., 1966.
- Lloyd, G. E. R. (1968). Aristotle: The Growth and Structure of his Thought. Cambridge: Cambridge University Press. ISBN 0-521-09456-9.
- Lloyd, G. E. R. (1973). Greek Science After Aristotle. New York: W. W. Norton. ISBN 0-393-00780-4.
- Marmara, Michael E. "Causation in Islamic Thought."  Dictionary of the History of Ideas.  New York: Charles Scribner's Sons, 1973-74. online at the of Virginia Electronic Text Center.
- McEvilley, Thomas (2002). The Shape of Ancient Thought: Comparative Studies in Greek and Indian Philosophies. New York: Allworth Communications Inc. ISBN 1-58115-203-5.
- Radhakrishnan, Sarvepalli and Moore, Charles (1957). A Source Book in Indian Philosophy. Princeton University Press. ISBN 978-0-691-01958-1.
- Redondi, Pietro (1987). Galileo Heretic. Translated by Raymond Rosenthal.  Princeton, NJ: Princeton University Press. ISBN 0-691-02426-X.
- Riepe, Dale (1964). The Naturalistic Tradition of Indian Thought (2nd изд.). Delhi: Motilal Banarsidass.
- Логос, Александар А. (2017). Путовање мисли : увод у потрагу за истином. Београд.